# Stellan Mörner

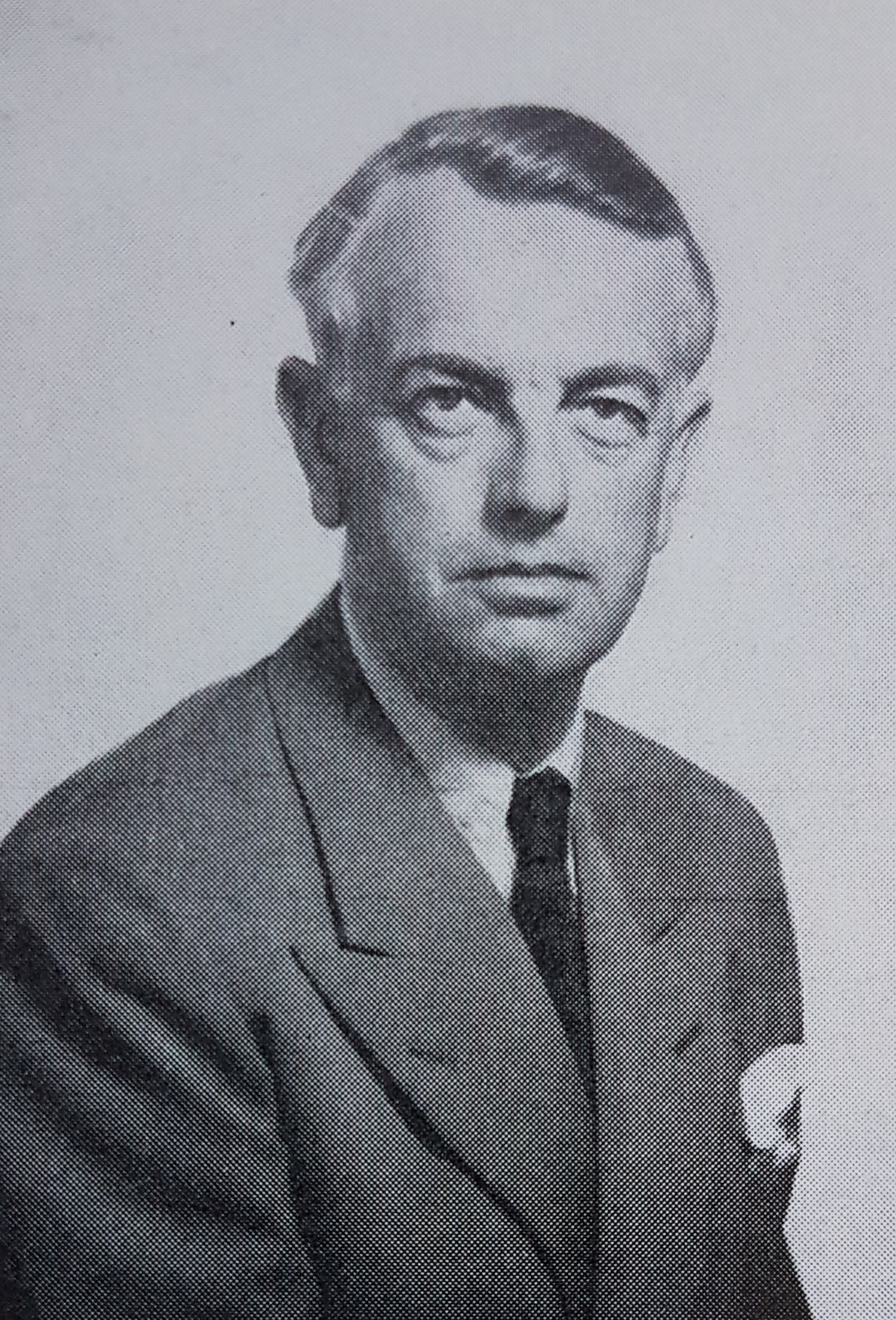
Stellan Mörner

Karl Stellan Gabriel Mörner af Morlanda (* 3. Februar 1896 in Örebro, Schweden; † 1. Februar 1979 in Saltsjöbaden) war ein schwedischer Graf, Maler, Bühnenbildner, Holzschnitzer, Grafiker und Schriftsteller, der aus dem schwedischen Zweig des deutschen Adelsgeschlechts Mörner stammte. Er lebte in Saltsjö-Duvnäs, Gemeinde Nacka.

## Leben
Mörner war der Sohn des Karl Axel Göran Mörner und dessen Frau Kristina „Stina“ (geborene Djurklou), sowie ein Enkel des Politikers Carl Göran D. Mörner (1808–1878). Er studierte ab dem 7. Mai 1915 Kunstgeschichte in Djursholm und schloss das Studium 1921 mit einem Bachelor in Philosophie, Kunst- und Literaturgeschichte ab. Anschließend bereiste er Deutschland, England, Frankreich, Italien und Tunis. In den Jahren 1923 bis 1925 bildete er sich Paris weiter und setzte von 1925 bis 1929 sein Studium an der Kunstakademie Stockholm fort. Mörner war ein surrealistischer Maler, der auch Intarsiaarbeiten anfertigte und gehörte der Halmstad-Gruppe an, zu deren Gründungsmitgliedern er zählt.
Am 14. Juni 1931 heiratete er Marie „Moussia“ Polechko (* 12. März 1905), eine Tochter von Oberst Nikolai Polechko und dessen Frau Sofia (geborene Smyrnoff). Im Jahr 1938 beteiligte er sich an der Kollektiv-Ausstellung in Örebro. Seine Werke befinden sich unter anderem im Rathaus von Halmstad und in der Stadtbibliothek von Uppsala. Der Meeresforscher Nils-Axel Mörner war sein Sohn.

## Publikationen (Auswahl)
- Ragnar Sandberg (= Forums små konstböcker). Forum, Stockholm 1950, OCLC 84452057.
- Från Dada till Dali. In: Konstrevy. 43. Jahrgang, Nr. 5/6, 1967, OCLC 888158938, S. 221–223.
- Det varma kvällsljuset: dagboksblad 1961–1973. Bonnier, Stockholm 1976, ISBN 91-0-041177-9.